# Gökhan Köstereli
Gökhan Köstereli (* 3. April 1993 in Hendek) ist ein türkischer Fußballtorhüter.

## Karriere
Köstereli begann mit dem Vereinsfußball 2006 in der Nachwuchsabteilung von Hendekspor. Hier wurde er 2009 von den Talentscouts von Galatasaray Istanbul entdeckt und in die Nachwuchsabteilung dieses Vereins geholt. Nach zwei Jahren wechselte er dann in den Nachwuchs vom Zweitligisten Tavşanlı Linyitspor. Hier erhielt er im Frühjahr 2011 einen Profivertrag, spielte jedoch weiterhin fast ausschließlich für die Reservemannschaft. Mit der Saison 2013/14 wurde er auch im Kader der 1. Mannschaft als Ersatzkeeper geführt. Sein Profidebüt gab er am 30. Oktober 2013 in der Pokalbegegnung gegen İskenderun Demir Çelikspor. Im Sommer 2014 verließ er Linyitspor.
Anschließend folgten die Karrierestationen Eyüpspor, Darıca Gençlerbirliği. Nachdem er bei Eyüpspor nur ein Reservistendasein fristete erkämpfte er sich bei Darıca einen Stammplatz und behielt diesen zwei Spielzeiten lang. Im Sommer 2018 wurde er vom Zweitligisten Boluspor verpflichtet.